# Список названий Каспийского моря
На протяжении истории Каспийское море получало разные имена. Ещё Плиний Старший в I в. н. э. писал, что оно «носит по прибрежным жителям много названий». Известно не менее 50—60, с вариациями — порядка 70 (для моря или его части). По мнению Х.Х. Хасанова в древнерусских и восточных рукописях могут быть и другие. Многие из топонимов связаны с названиями областей, народов и городов Прикаспия.
Часть названий могла использоваться для нескольких объектов. Например, Хорезмским именовали также Аральское море, Персидским морем указывали и Персидский залив. Возможно, что Хорезмское море — только Астрабадский залив, но не весь Каспий. Китайское название «Сихай» («Западное море») могло применяться также к Цинхаю, Аральскому морю и географическим объектам в самом Китае.
Известные многочисленные карты до начала XVIII века неправильно отражали Каспий и фактически были произвольными рисунками. Сведения оставались разрозненными, часто взятыми из древних источников, Каспий изображали круглым и четырёхугольным; многие авторы полагали, что Каспийское и Чёрное моря соединяются, у других — непонятно, что за море имелось в виду. Кроме того, на протяжении веков Каспийское море менялось: так, по сообщению Неджати, жившего около 1304 года, из-за подъёма уровня воды к тому времени был затоплен древний порт Абаскун в устье реки Горган; в средневековых источниках упоминают и про рукав Амударьи, возможно впадавший в Каспий.
Список дан в алфавитном порядке. В качестве основного источника использована «Каспийская энциклопедия»:
- Абакко (Абако) море — у Марко Поло («Море Абакко» или «Море Абако», то есть буквально «Бакинское море»)[1].
- Аварское — у аварцев[1][привести цитату? 119 дней].
- Абескунское (Асгун, Ашгун[13]) — арабские авторы[1]. Также использовалось для Астрабадского залива[14].
- Ак-Дениз (Аг-Дениз, то есть «Белое море») — у татар[1].
- Акфуде[13].
- Алатырское — у Эвлия Челеби[15][16]. Название обычно использовалось для Балтийского моря[17].
- Албанское[3] — от народа албаны — у Плиния Старшего в I в. н. э.[1]
- Астраханское[1] — у Эвлия Челеби[15][16].
- Атырауское — в казахских учебниках 1930-х[18].
- Баб — у Ибн Руста[1].
- Бакинское[3] — у Амброджо Контарини[1].
- Бакук (Баку) — у Одорико Порденоне[1].
- «Море Баккара» — у Анджоллело и Донато де Лезе[уточнить][1].
- «Белое море»[3] — возможное название в Золотой Орде[1].
- Богар-Корсун — у Райнера Оттенса[сербохорв.]. Использовалось маврами[1].
- «Бурное» — у Горация Флакка, средневековых авторов[1].
- Бэйхай («Северное море») — в китайских источниках обозначение множества разных озёр, в том числе Арала и, возможно, Каспия[19].
- Ватук море — у Пеголотти[англ.][20].
- Великое Восточное море, Великое море восхода Солнца, Море восхода Солнца — ассирийские источники[1]. По другой интерпретации «морем восхода» ассирийцы называли иное озеро — Урмию[21].
- Море Веркана[3].
- Море Ворот[3].

- Воуру-Киша (Варкаш, «обширный водоём», «обширный бассейн», «имеющее широкие заливы») — в Авесте зороастрийцев[1]. «Мировое море» иранской мифологии, также идентифицируют с Чёрным морем, озером Хамун и другими[24].
- Георгиевское[1][3] — у Ассемани, Янсона[13]. Ассемани считал, что название связано с областью Gergiana (Гургандж — столица Хорезма). Дорн с этим не был согласен и связывал с другим названием Каспия — Гурганским морем[13].
- Гилянское — у Аль-Масуди, Фирдоуси[1].
- Гирканское море (Гурканское) — от Гиркании («Страны волков»). Использовалось ещё Геродотом и Гекатеем Милетским, также Аристотелем, Страбоном, Эратосфеном, Квинтом Курцием Руфом, арабскими авторами[1].
- Горганское[3].
- Гузское[3] — восточные авторы XIII века[1].
- Гулзум — у Адама Олеария, Дон Жуана Персидского[1].
- Гурзем — у персов[1].
- Дагестанское[15][25].
- Дайлемское (море Дейлема[3]) — от Дайлемских гор — у арабских авторов[1].
- Демир-капу — у Эвлия Челеби[15][16].
- Дербентское (Дербендское[3]) — по городу Дербенту. Встречается в книге «Хождение за три моря» Афанасия Никитина[1].
- Джилянское — у Казвини[1].
- Джурджанское[3] — вариант от Гирканское — у арабских авторов[1].
- Дорца — у персов[1].
- Иберийское — восточные авторы XIII века[1].
- Ирканское[1] — вариант от Гирканское[8]. Возможно, название Каспия как «Иркания» встречается у Аристотеля[13].
- «Море Железных ворот» — у Эвлия Челеби[15][16].
- Закрытое море — у арабов[26].
- Зальское море — на карте Яна Стрёйса 1676 года так указана более глубокая часть Каспия[27].
- Каспийское (Каспий) — принято считать, что от древнего народа каспиев[8]. Первое использование иногда приписывают Геродоту, который, вероятно, первым не считал его связанным с другими морями[8]. Встречается у Гекатея Милетского, который, как и Геродот, также называл его Гирканским[1].
- Кемрудское[1], Камрут — значение по мнению Шпигеля — «содержащий мало рек», что верно для восточной части Каспия[13].
- Кользум[28].
- Кузгун[3].
- Кулзум-море, Кульзумское — у Шарафуддина Йезди[29]. В мореходном руководстве Ахмада ибн Маджида — «море Кулзум неарабов» (в переводе Т.А. Шумовского дано как «Клисма неарабов», при этом «Клисма арабов» — Красное море)[30][29].
- Кумукское, Кумыкское[31][32].
- Курченское. Согласно «Географическому Лексикону Российского государства» 1773 года[33] использовалось у грузин.
- Кучук-Дениз — у турок[1].
- «Море страны Кызлар» — у Эвлия Челеби[15][16].
- Кюккюз (Куккуз) — у туркменов[1].
- Мазандаранское[1][3].
- Мёртвое, так как оно не соединяется с другими морями[13].
- Московское — у Эвлия Челеби[15][16].
- Муканское (Муганское) — от города Мукан — у Аль-Масуди[1].
- Персидское — по народу персов — у Птолемея[1].
- Пехлевийское[1].
- Пруд Солнца — «залив глубокой и плавно текущей всемирной реки Океана», в этот залив «дневное светило ежесуточно уходит на покой, чтобы на утро снова совершить на быстрых конях Гелиоса свой круговой путь». Так, возможно, описывал Каспий древнегреческий поэт-сказитель Гомер в I—II тысячелетии до н. э.[1]

- Русское[1]. «Морем русов» или «Русским морем» обычно называли рядом находящееся Чёрное море[34][10].
- Сальянское[3] — от Сальянского ханства[1].
- Сарайское[22] (Сараинское, Саринское, «море Сара»[1]) — от города Сарая, столицы Золотой Орды. У ряда восточных авторов, Санудо Старшего[35], на карте Даппера[англ.] 1672 года[22][23].
- Сиким — у восточных авторов (по данным Энциклопедического словаря Брокгауза и Ефрона[9] и 11-го издания Британской энциклопедии[36]).
- Синее — в древнерусских источниках. Но часть учёных считают, что на самом деле так называли Аральское море, а не Каспийское[1].
- Сиркан — у Гильом де Рубрука[37][38].
- Сихай («Западное море») — в китайских источниках. Такой интерпретации придерживался Д. Позднеев[39].
- Табаристанское[3] — от области Табаристан[1].
- Тейлесанское — восточные авторы XIII века[1].
- Тенгис — в «Тайной истории монголов». Такова интерпретация С.А. Козина, но в действительности могло относиться к другому озеру (например, Хубсугулу) или к реке[19].
- Терское — у Эвлия Челеби[15][16].
- Фагфурское — у Эвлия Челеби[15][16].
- Хазар-Деря — у туркменов[1].
- Хазарское (Бахр ал-Хазар) — от названия народа хазар — у Истахри, Аль-Масуди и др. средневековых арабских авторов. Современное название в Турции, Азербайджане, Иране и Туркменистане[1][40].
- Хапужское — от персидского слова «ворота», которое относилось к Дербенту[1].
- Хвалисское[3] — вероятно, от древнерусского названия Хорезма (см. Хвалисы[1]). Встречается в «Повести временных лет» и в книге Афанасия Никитина «Хождение за три моря»[1].
- Хвалынское[3] — искажённое от Хвалисское[1].
- Хорезмское[3] — от Хорезма[1].
- Хорасанское[3] (Хоросанское) — от области Хорасан — у Ибн аль-Факиха[1].
- Шизир — у персов[1].
- Ширванское[1][3] — у Эвлия Челеби[15][16].